# Mercedes-Benz O560
Mercedes-Benz O560 (też Intouro) – rodzina międzymiastowych autobusów wysokopodłogowych produkowanych od 1999 r. pod marką Mercedes-Benz przez przedsiębiorstwo EvoBus w Hoşdere w Turcji.

## Historia
I generacja modelu Mercedes-Benz O560 Intouro weszła do produkcji w 1999 r. w zakładach EvoBus w Hoşdere niedaleko Stambułu w Turcji. Autobus był oferowany w dwóch wersjach nadwozia: RH (wysokopodłogowej) oraz RHD (wysokopokładowej), obu o długości 12 000 mm. Model został oparty na konstrukcji autokarów Setra ComfortClass serii 300, był jednak oferowany jedynie na rynkach Bliskiego Wschodu oraz wschodniej Europy.
W 2006 r. zaprezentowano nową generację autobusów Mercedes-Benz O560 Intouro jako ekonomiczną alternatywę dla pojazdów Mercedes-Benz Integro i Setra Multi Class tego samego producenta, a także jako następcę wycofywanych modeli Intouro I generacji i Conecto Ü. W II generacji model oferowano jedynie jako pojazd wysokopodłogowy, o dwóch długościach – standardowej 12,14 m (do 55 miejsc siedzących) oraz przedłużonej 12,64 m oznaczonej jako Intouro M (do 59 miejsc siedzących). Później do oferty włączono także model Intouro L o długości 13,32 m. Projektując autobus, skupiono się na obniżeniu masy własnej pojazdu, a także wytrzymałości konstrukcji, przystosowanej także do eksploatacji na gorszej jakości drogach krajów Europy Wschodniej. Początkowo jako jednostkę napędową wykorzystywano silnik MB OM 926 LA o mocy 210 kW (286 KM) zblokowany z 6-stopniową manualną skrzynią biegów MB GO 110. Od 2014 r. zastąpiono je silnikami OM 936 BlueEfficiency o mocy 220 kW (300 KM) spełniającymi normę emisji spalin Euro 6.
II generacja modelu Intouro nie była oferowana, tak jak jej poprzednicy, tylko w krajach Europy Wschodniej i Bliskiego Wschodu, lecz także w krajach Europy Środkowej, w tym w Polsce, gdzie pierwsze autobusy tego typu trafiły w 2008 r. do przewoźnika „Guliwer” ze Świdnicy. W 2007 r. EvoBus wygrał natomiast przetarg na dostawę łącznie 600 autobusów Intouro dla czeskiego przedsiębiorstwa ICOM Transport w latach 2008–2011. Pojazdy Mercedes-Benz Intouro znajdowały się także w ofercie producenta we Francji. Od 2012 r. model trafił natomiast do oferty EvoBus w całej Europie. 

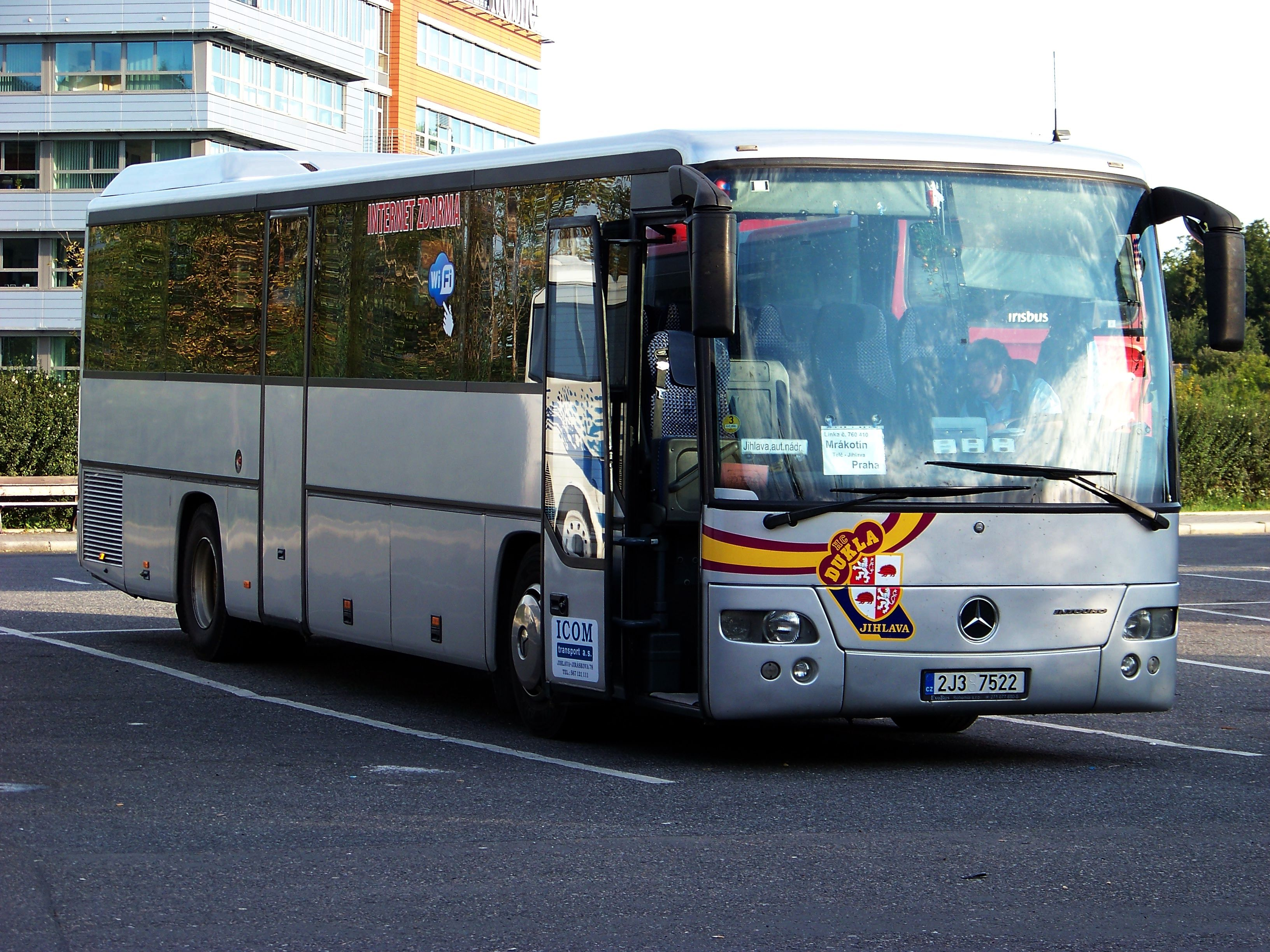
Mercedes-Benz O560 Intouro RH I generacji
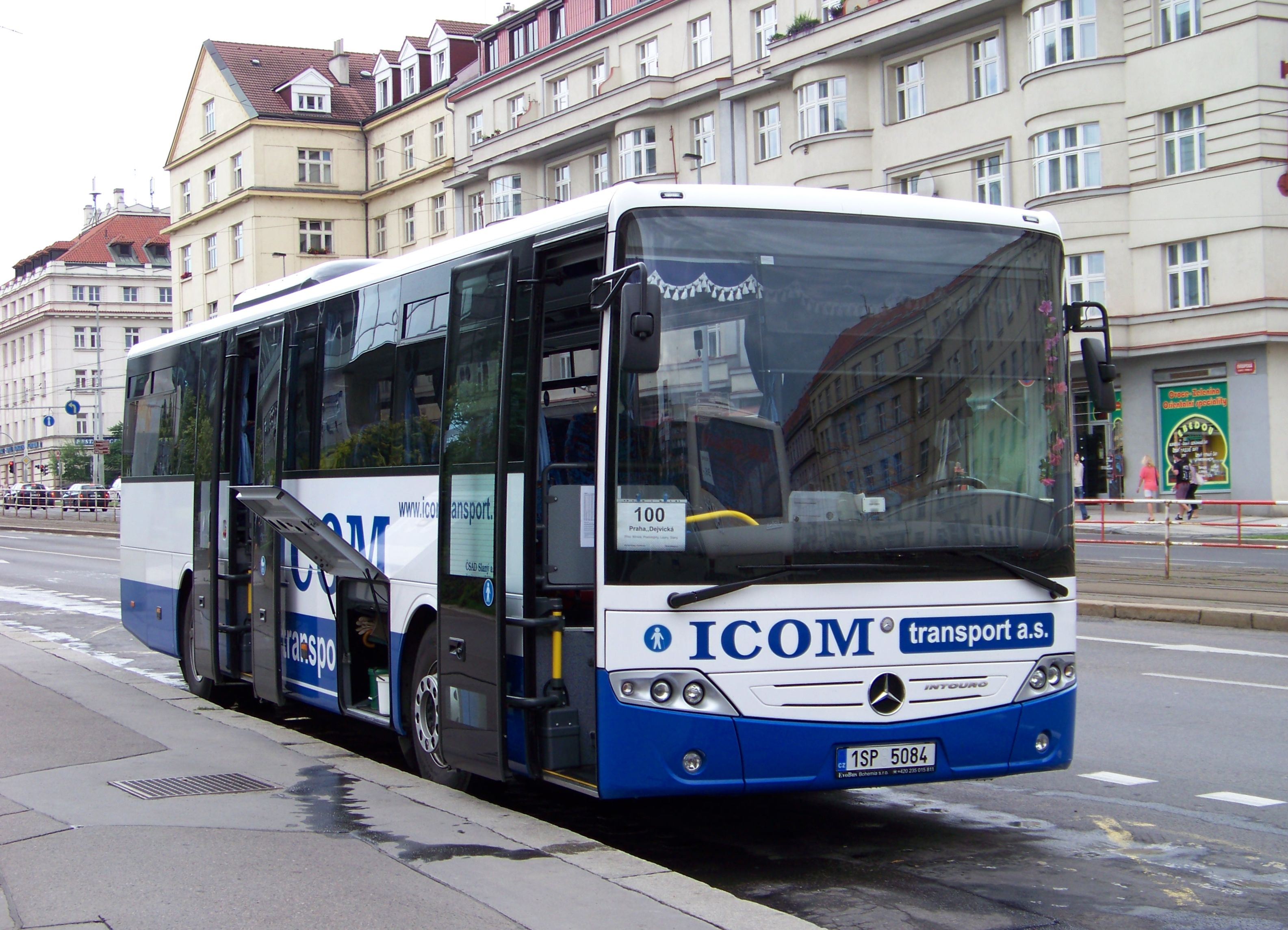
Mercedes-Benz O560 Intouro w barwach ICOM Transport
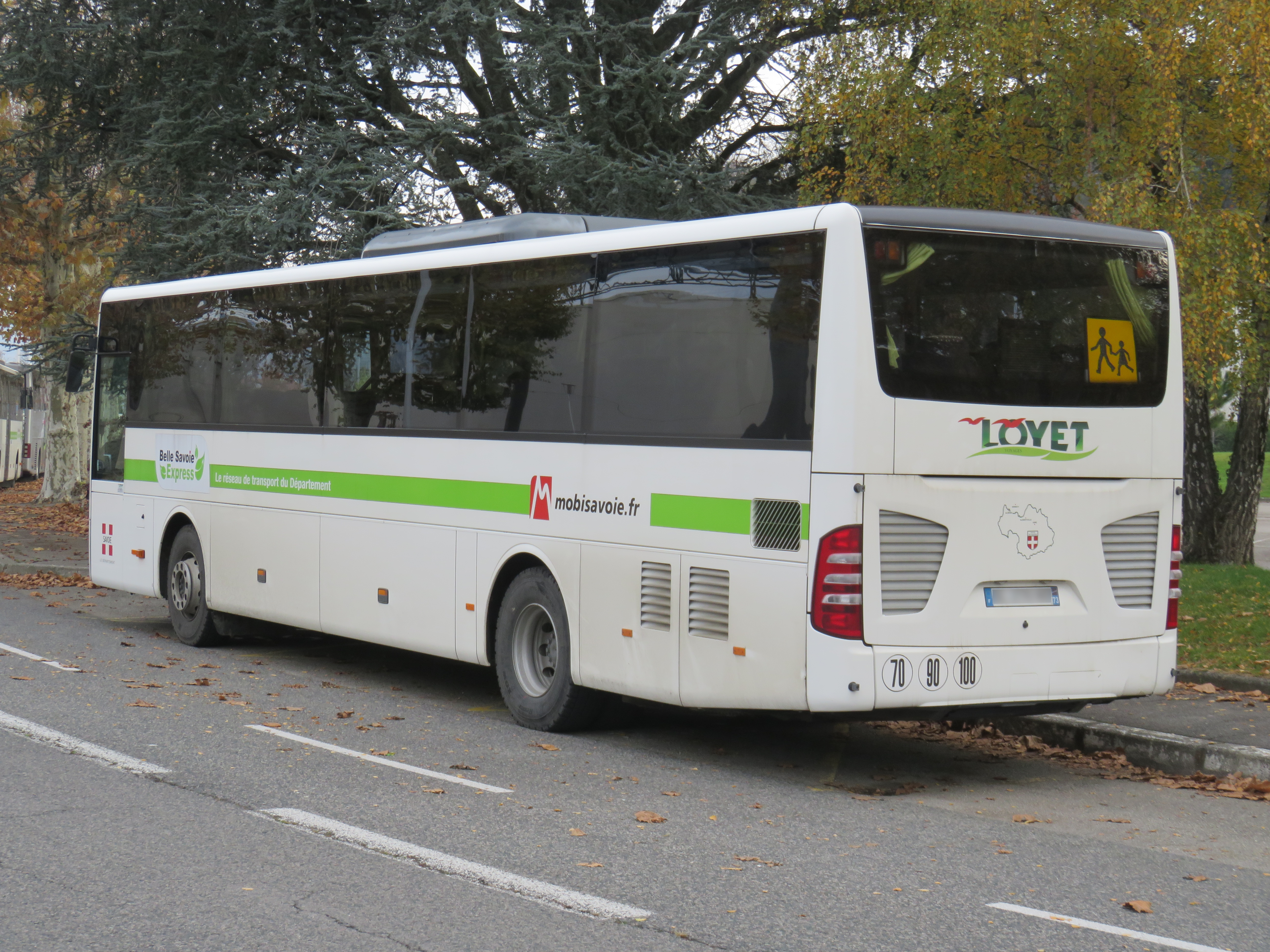
Widok na tył autobusu

## Dane techniczne
|                              | O550 Euro 5                                                  | O550 M Euro 5                                                | O550 Euro 6 | O550 M Euro 6 | O550 L Euro 6 |
| ---------------------------- | ------------------------------------------------------------ | ------------------------------------------------------------ | --- | --- | --- |
| Długość                      | 12 140 mm                                                    | 12 640 mm                                                    | 12 140 mm | 12 640 mm | 13 320 mm |
| Szerokość                    | 2550 mm                                                      | 2550 mm                                                      | 2550 mm | 2550 mm | 2550 mm |
| Wysokość                     | 3355 mm                                                      | 3355 mm                                                      | 3355 mm | 3355 mm | 3355 mm |
| Rozstaw osi                  | 6080 mm                                                      | 6580 mm                                                      | 6080 mm | 6580 mm | 7260 mm |
| Zwis przedni / tylny         | 2760 mm / 3300 mm                                            | 2760 mm / 3300 mm                                            | 2760 mm / 3300 mm | 2760 mm / 3300 mm | 2760 mm / 3300 mm |
| Kąt natarcia / zejścia       | 7,65° / 7,0°                                                 | 7,65° / 7,0°                                                 | 7,65° / 7,0° | 7,65° / 7,0° | 7,65° / 7,0° |
| Średnica zawracania          | 20 980 mm                                                    | 22 250 mm                                                    | 20 980 mm | 22 250 mm | 23 990 mm |
| Dopuszczalna masa całkowita  | 18 000 kg                                                    | 18 000 kg                                                    | 18 000 kg | 18 000 kg | 18 000 kg |
| Wysokość podłogi nad jezdnią | 860 mm                                                       | 860 mm                                                       | 860 mm | 860 mm | 860 mm |
| Liczba miejsc maks.          | 55+1                                                         | 59+1                                                         | 51+1 | 55+1 | 59+1 |
| Pojemność bagażników maks.   | 4,7 m³                                                       | 5,7 m³                                                       | 5,2 m³ | 6,0 m³ | 6,9 m³ |
| Silnik                       | MB OM 926 LA 210 kW (286 KM) 1120 Nm przy 1200-1600 obr./min | MB OM 926 LA 210 kW (286 KM) 1120 Nm przy 1200-1600 obr./min | OM 936 BlueEfficiency, 220 kW (300 KM) lub 260 kW (349 KM), 1200 Nm przy 1200-1600 obr./min                                        | OM 936 BlueEfficiency, 220 kW (300 KM) lub 260 kW (349 KM), 1200 Nm przy 1200-1600 obr./min                                        | OM 936 BlueEfficiency, 220 kW (300 KM) lub 260 kW (349 KM), 1200 Nm przy 1200-1600 obr./min                                        |
| Skrzynia biegów              | manualna 6-stopniowa MB GO 110                               | manualna 6-stopniowa MB GO 110                               | - zautomatyzowana 8-stopniowa MB GO 250-8 PowerShift - automatyczna 6-stopniowa ZF-EcoLife - automatyczna 4-stopniowa Voith Diwa.6 | - zautomatyzowana 8-stopniowa MB GO 250-8 PowerShift - automatyczna 6-stopniowa ZF-EcoLife - automatyczna 4-stopniowa Voith Diwa.6 | - zautomatyzowana 8-stopniowa MB GO 250-8 PowerShift - automatyczna 6-stopniowa ZF-EcoLife - automatyczna 4-stopniowa Voith Diwa.6 |
| Zbiornik ON                  | ?                                                            | ?                                                            | 340 l | 340 l | 340 l |
| Zbiornik AdBlue              | ?                                                            | ?                                                            | 40 l | 40 l | 40 l |
| Oś przednia                  | ?                                                            | ?                                                            | ZF, zawieszenie niezależne | ZF, zawieszenie niezależne | ZF, zawieszenie niezależne |
| Oś napędowa                  | ?                                                            | ?                                                            | Mercedes-Benz RO 440 | Mercedes-Benz RO 440 | Mercedes-Benz RO 440 |